# IC 4117
IC 4117 је појединачна звијезда у сазвјежђу Ловачки пси која се налази на листи објеката дубоког неба у Индекс каталогу.
Деклинација објекта је + 40° 31' 32" а ректасцензија 13h 2m 48,4s.